# Bobby Fischer
Robert (Bobby) James Fischer (n. 9 martie 1943, Chicago, Illinois, SUA – d. 17 ianuarie 2008, Reykjavík, Islanda) a fost un jucător de șah american, al unsprezecelea campion mondial (1972-1975).

## Biografie
Mama sa, Regina Wender, era o poloneză evreică devenită cetățean american, iar tatăl său, conform certificatului de naștere, era Hans-Gerhardt Fischer, un bio-fizician german. În 2002, un articol din „The Philadelphia Inquirer”, sugerează că tatăl său natural a fost Paul Nemenyi, un fizician evreu de naționalitate maghiară.
La 6 ani învață să joace șah, mai târziu înscriindu-se la „Clubul de șah” din Manhattan.

### Cariera în șah
În 1958, la vârsta de 15 ani, la interzonalul de la Portorož, se clasează pe locurile 5-6 și devine cel mai tânăr mare maestru.
La 19 ani câștigă Interzonalele de la Stockholm, dar se clasează doar al patrulea la turneul candidaților. La 24 de ani (1967), la Interzonalele de la Sousse, câștigă 8,5 puncte în primele 10 jocuri, dar apoi se retrage, ieșind astfel din competiția pentru titlul mondial, deși se credea că va ajunge cel mai tânăr campion mondial din istoria șahului.

#### Campion mondial
Interzonalul din 1970 s-a ținut la Palma de Mallorca, pe care l-a câștigat cu 18.5-4.5  (+15=7-1). Câștigă titlul după meciul de la Reykjavik (Islanda, 11 iulie - 3 septembrie 1972), când îl învinge pe Boris Spasski (scor: 12,5 - 8,5; prima partidă a fost pierdută de challenger, care a cerut să fie scoase din sală camerele de filmat, care îl deranjau; a doua partidă a fost pierdută de challenger prin neprezentare; ținând seama că la scor egal campionul en titre își păstra titlul, handicapul era deja enorm, dar a fost surmontat. În preliminariile acestui campionat pentru coroana supremă, Bobby Fischer i-a învins mai întâi pe Mark Taimanov cu 6-0 apoi pe Bent Larsen tot cu 6-0 scoruri nemaiîntâlnite în istoria modernă a șahului și în finala candidaților la învins pe Tigran Petrosian (6,5 - 2,5). După victoria în fața lui Spasski, a devenit șahistul cu cel mai mare ELO din istoria șahului. (Coeficienții ELO ai șahiștilor de după Kasparov nu mai reflectă realitatea, deoarece sunt realizați în turnee special făcute pentru creșterea coeficientului). Fischer a întrerupt supremația de circa 25 de ani a școlii de șah sovietice. Meciul său cu Spasski a fost supranumit „Meciul secolului”.  În perioada 3-24 aprilie 1975, FIDE a organizat meciul de Campionat Mondial, Bobby Fischer avându-l drept challenger pe Anatoli Karpov. Nu s-a prezentat la meci și a fost declarat învins. Fischer a declarat, după victoria în meciul cu Spasski, că va păstra titlul de campion mondial până la sfârșitul vieții sale.

#### Perioada de obscuritate
După câștigarea titlului, Fischer nu a mai participat la competiții oficiale timp de aproape 20 de ani.
În 1992 a jucat meciul „revanșei secolului”, împotriva lui Boris Spasski, în Iugoslavia aflată sub embargo NATO. Înaintea meciului a fost filmat scuipând pe ordinul SUA care îi interzicea să joace. Ca urmare, a fost declarat persoană non-grata pe teritoriul SUA și, se spune, a intrat în urmărirea Interpolului.
O vreme s-a refugiat în Ungaria. Începând din 2000 a locuit în Filipine și Japonia, împreună cu Miyoko Watai, președinta „Asociației Japoneze de Șah”. În 2005, ca urmare a hărțuielilor la care era supus din partea autorităților americane și japoneze, solicită și primește cetățenia islandeză.

### Decesul

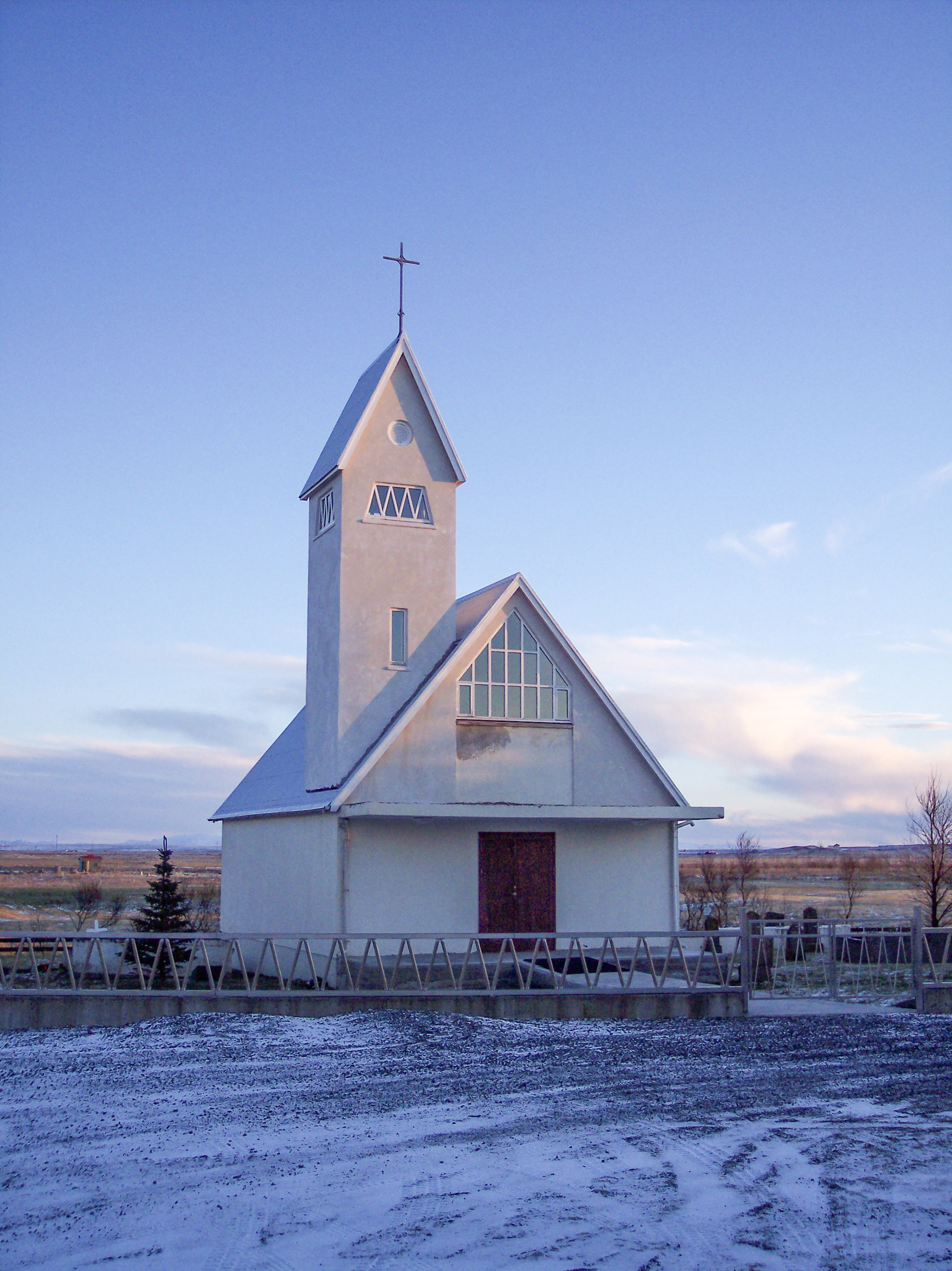
Biserica Laugardælir, în cimitirul căreia este îngropat

Fischer suferea de o boală de rinichi degenerativă, care s-a agravat în octombrie 2007. La mijlocul lunii ianuarie 2008 condiția lui s-a deteriorat brusc, în ziua de 17 murind în apartamentul său din Reykjavik.

### Controverse
A fost un aspru critic la adresa evreilor (el însuși fiind de descendență evreiască), primele sale declarații în acest sens fiind făcute în 1961. A negat Holocaustul, și-a anunțat intenția de a demasca crimele evreilor și a susținut că Statele Unite sunt o „farsă controlată de evrei ticăloși, circumciși, murdari și coroiați”.
La câteva ore după atentatele din 11 septembrie 2001 a declarat la un post de radio din Filipine, că „aceasta e o veste minunată”, continuând cu critici la adresa politicii SUA în Orientul mijlociu.